# První smrtelný hřích
První smrtelný hřích (v anglickém originále The First Deadly Sin) je americký filmový thriller z roku 1980. Režisérem filmu je Brian G. Hutton. Hlavní role ve filmu ztvárnili Frank Sinatra, Faye Dunawayová, David Dukes, George Coe a Brenda Vaccaro.

## Obsazení
| Frank Sinatra   | Edward X. Delaney   |
| Faye Dunawayová | Barbara Delaney     |
| David Dukes     | Daniel Blank        |
| George Coe      | Dr. Bernardi        |
| Brenda Vaccaro  | Monica Gilbert      |
| Martin Gabel    | Christopher Langley |
| Anthony Zerbe   | Broughton           |
| Jeffrey DeMunn  | Corelli             |
| Bruce Willis    |                     |